# 10719 Andamar
10719 Andamar (1985 TW) là một tiểu hành tinh vành đai chính được phát hiện ngày 15 tháng 10 năm 1985 bởi E. Bowell ở Trạm Anderson Mesa thuộc đài thiên văn Lowell.